# Cutt Off
Cutt Off è un singolo del gruppo musicale britannico Kasabian, il quinto estratto dal loro album di debutto Kasabian, pubblicato il 3 gennaio 2005.
Dopo la sua pubblicazione è entrato subito nella Official Singles Chart all'ottavo posto, diventando così il singolo dei Kasabian con il miglior posizionamento ottenuto nel Regno Unito (successivamente Fire arriverà al terzo posto).

## Video musicale
Il video del brano mostra uno squalo gigantesco che, girando per una città, incute panico e terrore nella gente, che scappa inutilmente dalla bestia. Curiosamente, lo squalo non attacca però i membri della band, che rimangono quasi impassibili davanti al macello.
La versione usata in questo video è quella realizzata per il singolo, che è leggermente diversa da quella dell'album, con l'aggiunta di alcuni riff di chitarra e un diverso bridge.

## Tracce
Testi di Sergio Pizzorno, musiche di Sergio Pizzorno e Christopher Karloff.
Mini CD
- PARADISE24

1. Cutt Off (Single Version) – 3:26

- PARADISE25

1. Cutt Off (Single Version) – 3:26
2. Beneficial Herbs (Demo) – 3:53

Maxi CD
- PARADISE26

1. Cutt Off (Single Version) – 3:26
2. Processed Beats (Live Lounge version) - 2:46
3. Out Of Space (Live Lounge version) - 2:28
4. Cutt Off (Video) - 4:38

Vinile 10"
- PARADISE27

1. Cutt Off (Single Version) – 3:26
2. Pan Am Slit Scan - 4:59
3. Cutt Off (Mad Action Remix) - 3:38

Download digitale
1. Cutt Off (Single Version) – 3:26
2. Beneficial Herbs (Demo) – 3:53

## Classifiche
| Classifica (2005) | Posizione massima |
| ----------------- | ----------------- |
| Regno Unito       | 7                 |